# Habranthus brachyandrus
Habranthus brachyandrus är en amaryllisväxtart som först beskrevs av John Gilbert Baker, och fick sitt nu gällande namn av Joseph Robert Sealy. Habranthus brachyandrus ingår i släktet Habranthus och familjen amaryllisväxter. Inga underarter finns listade i Catalogue of Life.